# Bill Witt
Bill Witt (* 1921 in Newark, New Jersey; † 2013) war ein US-amerikanischer Fotograf und Mitglied der New York Photo League. Die Photo League war eine Organisation von Fotografen in New York, die sich der Dokumentation des Lebens in den Arbeitervierteln widmete. Sie wurde 1936 gegründet und bot ihren Mitgliedern Schulungen, Ausstellungsräume und eine Plattform für den Austausch über soziale und kreative Themen. Die Photo League wurde 1951 aufgelöst, nachdem sie während der McCarthy-Ära auf die schwarze Liste des US-Justizministeriums gesetzt worden war. Die Photo League spielte eine wichtige Rolle bei der Entwicklung der sozialdokumentarischen Fotografie in den USA.

## Leben
Bill Witt wurde 1921 in Newark, New Jersey, geboren. Er studierte Fotografie bei Paul Strand und Alexey Brodovitch sowie Kunst bei Hans Hofmann an der Art Students League of New York. Beeinflusst von den Dokumentarfotografen der Farm Security Administration wie Walker Evans, Dorothea Lange und Ben Shahn trat Bill Witt der Photo League bei und stellte dort bis zu deren Auflösung 1951 aus.
Seit Beginn seiner Karriere 1947 schuf Bill Witt bemerkenswerte Fotografien von New York City, die die Energie und Dynamik der Stadt einfangen. Seine Arbeiten befinden sich in zahlreichen privaten Sammlungen und öffentlichen Museen, darunter das Metropolitan Museum of Art, das San Francisco Museum of Modern Art, die Hallmark Collection und das Smithsonian Institution. Ben Witts Fotografien werden häufig in Ausstellungen über die New York School und die Photo League gezeigt.

## Ausstellung
- 2012–2013: The Radical Camera: New York’s Photo League, 1936–1951, eine Übersicht über die Geschichte der Gruppe, ihre künstlerische Bedeutung und ihr kulturelles, soziales und politisches Umfeld. Wanderausstellung in den folgenden Museen: The Jewish Museum, New York (4. November 2011 bis zum 25. März 2012); Columbus Museum of Art, Columbus, OH (19. April – 9. September 2012), Contemporary Jewish Museum, San Francisco, CA (11. Oktober 2012 – 21. Januar 2013) und im Norton Museum of Art, West Palm Beach, FL (15. März – 16. Juni 2013).